# Caryanda neoelegans
Caryanda neoelegans är en insektsart som beskrevs av Otte, D. 1995. Caryanda neoelegans ingår i släktet Caryanda och familjen gräshoppor. Inga underarter finns listade i Catalogue of Life.